# 대구 동화사 당간지주
대구 동화사 당간지주(大邱 桐華寺 幢竿支柱)는 대한민국 대구광역시 동화사에 있는 남북국 시대의 당간지주이다. 1963년 1월 21일 대한민국의 보물 제254호로 지정되었다. 
화강석으로 만들어졌으며, 높이 3.1미터, 변의 길이 76센티미터, 34센티미터이다. 66센티미터 거리를 두고 동서로 마주 서 있는데, 서로 마주보는 안쪽 면에는 조각이 없으나 바깥쪽은 중심에 세로로 능선(稜線)을 조각하였으며, 양 지주의 중간쯤, 내면을 제외한 3면에 약 1미터쯤 되는 길이가 전면적으로 음각되어 있다. 현재 높은 토단(土壇) 위에 있으나 당간을 받치던 기대(基臺)는 없어졌고 대석(臺石)도 대부분 없어졌다. 전체 형태는 튼튼하고 장중한 느낌을 준다.

## 개요
절에 행사가 있을 때 절의 입구에는 당(幢)이라는 깃발을 달아두는데, 이 깃발을 달아두는 장대를 당간(幢竿)이라 하며, 장대를 양쪽에서 지탱해 주는 두 돌기둥을 당간지주라 한다.
이 당간지주는 두 기둥이 66cm의 간격으로 마주보고 서 있다. 기둥이 마주보는 부분과 앞뒷면은 모서리를 둥글게 다듬었을 뿐 아무 장식이 없고, 바깥면에는 모서리를 깎고 중심에는 세로로 능선을 조각하였다. 기둥의 꼭대기는 반원으로 둥글게 처리하였고, 기둥의 앞면 중간부분 1m정도를 살짝 들어가게 새겼다. 이러한 수법은 통일신라시대에 자주 보이는 장식 수법이다. 기둥의 위와 아래에는 당간을 고정시키기 위한 구멍이 뚫려 있는데, 위는 네모난 모양이고 아래는 둥근 모양이다.
당간을 받치던 석재가 없어지고 전체의 형태가 경쾌한 맛은 없지만 견실하고 장중한 느낌을 준다. 이 지주가 만들어진 시기는 당간지주에서 둔중함이 엿보이고, 동화사의 창건시기가 신라 흥덕왕 7년(832)인 것임을 참작하면 신라 후기로 추정된다. 

## 같이 보기
- 동화사

## 참고 자료
- 대구 동화사 당간지주 - 국가유산청 국가유산포털
- 이 문서에는 다음커뮤니케이션(현 카카오)에서 GFDL 또는 CC-SA 라이선스로 배포한 글로벌 세계대백과사전의 내용을 기초로 작성된 글이 포함되어 있습니다.